# Крус (Сеара)
Крус (порт. Cruz)  —  муниципалитет в Бразилии, входит в штат Сеара. Составная часть мезорегиона Северо-запад штата Сеара. Входит в экономико-статистический  микрорегион Литорал-ди-Камосин-и-Акарау. Население составляет 23 908 человек на 2006 год. Занимает площадь 334,833 км². Плотность населения — 71,4 чел./км².

## История
Город основан в 1985 году.

## Статистика
- Валовой внутренний продукт на 2003 составляет 38.834.446,00 реалов (данные: Бразильский институт географии и статистики).
- Валовой внутренний продукт на душу населения на 2003 составляет 1.764,00 реалов (данные: Бразильский институт географии и статистики).
- Индекс развития человеческого потенциала на 2000 составляет 0,643 (данные: Программа развития ООН).

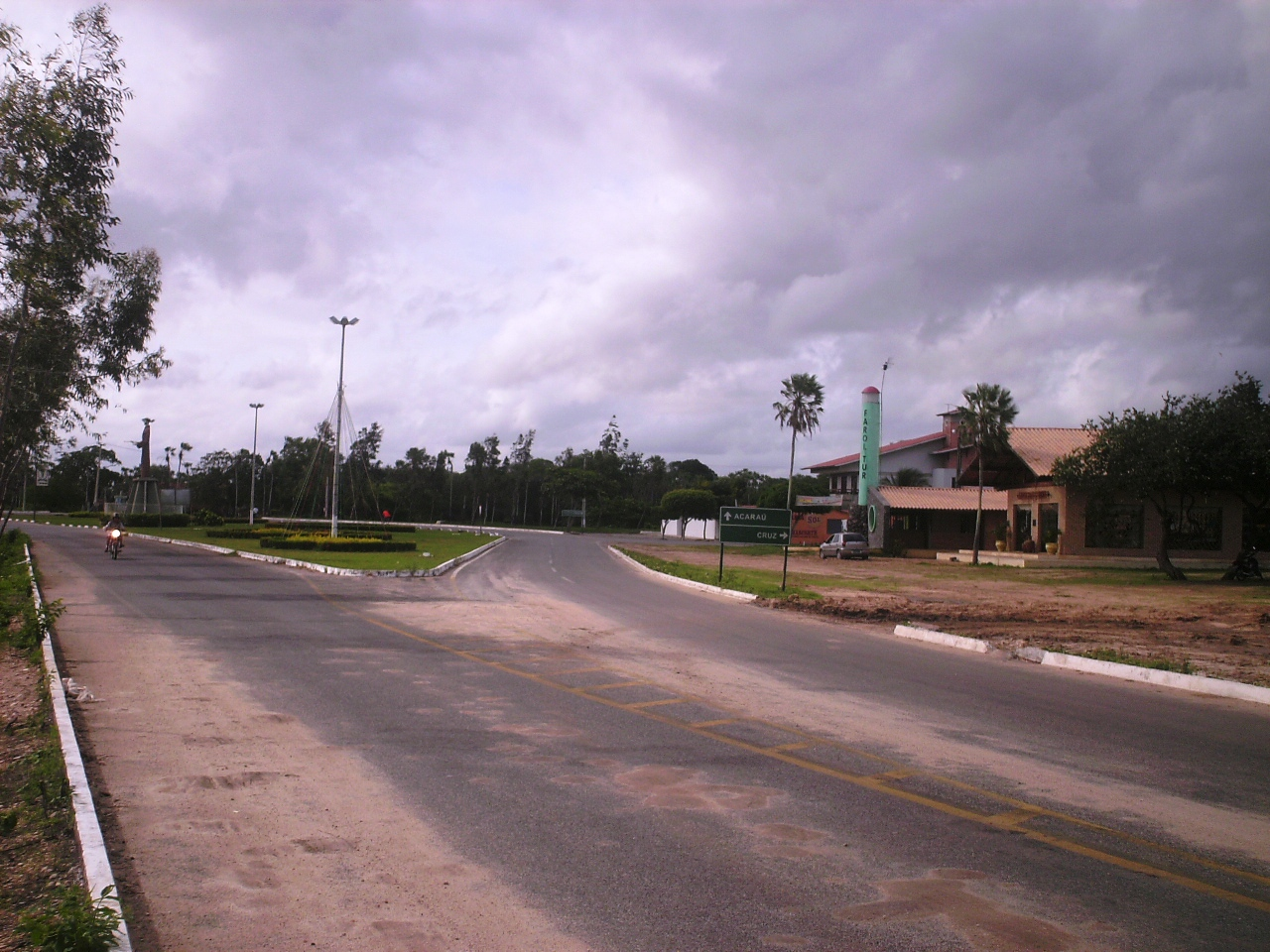